# Nile (rivier in Tasmanië)
De Nile is een 50,8 kilometer lange rivier in het noordoosten van Tasmanië, Australië. De oorsprong van de rivier ligt op 1350 meter hoogte, ten noorden van The Knuckle. De rivier stroomt door Lake Baker en Lake Youl alvorens uit te monden in de South Esk, bij Nile.